# Kilalipura, Chamarajanagar
Kilalipura là một làng thuộc tehsil Chamarajanagar, huyện Chamarajanagar, bang Karnataka, Ấn Độ.